# خدمة معلومات السموم الوطنية
خدمة معلومات السموم الوطنية (بالإنجليزية: National Poisons Information Service)‏ هي خدمة معلومات بتكليف من الصحة العامة في إنجلترا نيابة عن إدارات الصحة في المملكة المتحدة. يشكل التسمم 1٪ من حالات دخول الخدمة الصحية الوطنية. تعتبر المبيدات الحشرية المستخدمة في الزراعة (مبيدات الحشرات الجلايفوسيتية والفوسفورية العضوية) شديدة السمية، ولكن 87٪ من حوالي 120.000 حالة تسمم سنوي في المملكة المتحدة تحدث في المنزل
دائرة معلومات السموم الوطنية
| اختصار            | NPIS                                                                                               |
| تشكيل             | 1963                                                                                               |
| الصنف             | وكالة حكومية                                                                                       |
| الهدف             | نصائح عن السمية لمستشفيات المملكة المتحدة                                                          |
| الموقع الجغرافي   | برمنغهام، كارديف، إدنبرة ونيوكاسل                                                                  |
| المناطق المخدومة  | المملكة المتحدة وأيرلندا                                                                           |
| العضوية           | علماء السموم البريطانيين                                                                           |
| الفرع الرئيسي     | مجموعة المعايير الإكلينيكية لدائرة معلومات السموم الوطنية                                          |
| المنظمة الام      | الصحة العامة في إنجلترا                                                                            |
| الانتماءات        | قاعدة بيانات TOXBASE ، المجلس الاستشاري بشأن إساءة استخدام الأدوية، مديرية تنظيم المواد الكيميائية |
| الموقع الالكتروني | NPIS                                                                                               |

## التاريخ
في أغسطس 1962، أعلنت وزارة الصحة عن تشكيل خدمة معلومات السموم. كان هذا بعد العلاج الطارئ في مستشفى حالات التسمم الحاد الذي نشره مجلس الخدمات الصحية المركزي في مارس 1962. تم طرح العديد من المواد الكيميائية المنزلية في السوق، ولم يعرف المصنعون سوى التركيب الكيميائي. تم تسميم 4000 إلى 5000 شخص كل عام بشكل قاتل، مع 6085 شخص في عام 1962 ؛ ومع ذلك، فإن العديد من الوفيات كانت حالات انتحار (غير عرضية).
بدأ في عام 1963 من قبل الدكتور روي غولدنغ [1] في وحدة علم السموم الطبية بمستشفى جاي، بطاقم من 65 شخص. وبحلول أواخر الستينيات، كانت العقاقير الترويحية تمثل خطرًا واسع النطاق. وسرعان ما تم إنشاء مراكز أخرى في إدنبره وبلفاست وكارديف.
كان مقر خدمة معلومات المسخيّة والتشوهات في المملكة المتحدة (UKTIS) في نيوكاسل من عام 1995.

## البنية
لديها أربع وحدات في برمنغهام، كارديف، إدنبرة ونيوكاسل. وهي عضو في الرابطة الأوروبية لمراكز السموم وعلماء السموم السريريين.
وحدة خدمة معلومات السموم الوطنية(NPIS) برمنغهام (وحدة سموم ويست ميدلاندز)، مستشفى المدينة، برمنغهام - البروفيسور أليستر فالى
وحدة خدمة معلومات السموم الوطنية (NPIS) كارديف، مستشفى لاندوغ - د. لورانس جراي
وحدة خدمة معلومات السموم الوطنية (NPIS) وحدة أدنبرة (مكتب معلومات السموم الإسكتلندي)، [2] مستشفى إدنبرة الملكي - د. إيوان سانديلاندز.
وحدة خدمة معلومات السموم الوطنية (NPIS) نيوكاسل، المركز الإقليمي للأدوية والعلاجات، [3] جامعة نيوكاسل - البروفيسور سيمون توماس
وحدة خدمة معلومات السموم الوطنية (NPIS) برمنغهام لديها مركز بيانات المنتج خدمة معلومات السموم الوطنية، المقدمة من معلومات الشركة المصنعة، ويتعامل مع حوالي 2300 شركة.
تدعم خدمة معلومات السموم الوطنية (24 ساعة) خدمة الصحة الوطنية المباشرة (لإنجلترا وويلز) و (24 ساعة) خدمة الصحة الوطنية 24 لاسكتلندا. توجد في أيرلندا الشمالية خدمة معلومات الأدوية والسموم الإقليمية في أيرلندا الشمالية في بلفاست، ويتم استخدام خدمة معلومات السموم الوطنية عندما لا يكون ذلك متاحًا. تستخدم جمهورية أيرلندا الخدمة، عبر قاعدة بيانات توكس (بالإنجليزية:TOXBASE)، والتي يستخدمها المركز الوطني لمعلومات السموم في البلاد. [4]
من بين جميع دول المملكة المتحدة، لدى ويلز أكبر عدد متناسب من الاستفسارات حول الخدمة، مع أقل عدد من أيرلندا الشمالية. داخل إنجلترا، هناك توزيع لعدد أكبر من الاستفسارات للخدمة في الشمال عن الجنوب، مع وجود الخدمة الصحية الوطنية الشمالية الشرقية على أعلى خدمة وطنية للصحة جنوب إنجلترا لديها أقل عدد متناسب من الاستفسارات. تأتي الغالبية العظمى (95٪) من الاستفسارات من أقسام المراقبة والتقييم. حوالي 65٪ من التسمم من الأدوية (الباراسيتامول والإيبوبروفين والسيتالوبرام والديازيبام والزوبيكلون) و 15٪ من المواد الكيميائية المنزلية (المنظفات والمبيضات والأيزوبروبانول). [5] هناك مواد كيميائية خطيرة للغاية مخزنة في معظم مطابخ المملكة المتحدة.
الأربعاء هو أكثر أيام الأسبوع ازدحاما للاستفسارات، والأقل في عطلة نهاية الأسبوع.

## الوظيفة
تدير خدمة معلومات السموم الوطنية (NPIS) خدمة استشارة هاتفية على مدار 24 ساعة وقاعدة بيانات الإنترنت (TOXBASE (www.toxbase.org لأقسام الرعاية الصحية المسجلة فقط). TOXBASE مجاني لإدارات الخدمة الصحية الوطنية في المملكة المتحدة، ومتاح بالاشتراك في الأقسام خارج الخدمة الصحية الوطنية في المملكة المتحدة. تطبيق TOXBASE متاح أيضًا لأجهزة Apple و Android. التطبيق مجاني لمستخدمي الخدمة الصحية الوطنية الفرديين.
تحتوي قاعدة بيانات TOXBASE على معلومات حول ما يقرب من 17000 منتج، جنبًا إلى جنب مع نصائح عامة حول إدارة التسمم. يتم إجراء ما يزيد عن 1.5 مليون عملية وصول للمنتج إلى قاعدة البيانات كل عام. يتم إجراء معظم عمليات الوصول بواسطة موظفي A&E.
خدمة الصحة الوطنية 111، خدمة الصحة الوطنية 24 وخدمة الصحة الوطنية المباشرة تستخدم جميعها قاعدة بيانات TOXBASE. يمكن العثور على المعلومات في سموم المملكة المتحدة في الوصفات الوطنية البريطانية.

## روابط اضافية
- NPIS
- TOXBASE
- UKTIS
- UKMi
- EAPCCT